# Brotorp
För andra betydelser, se Brotorp (olika betydelser).

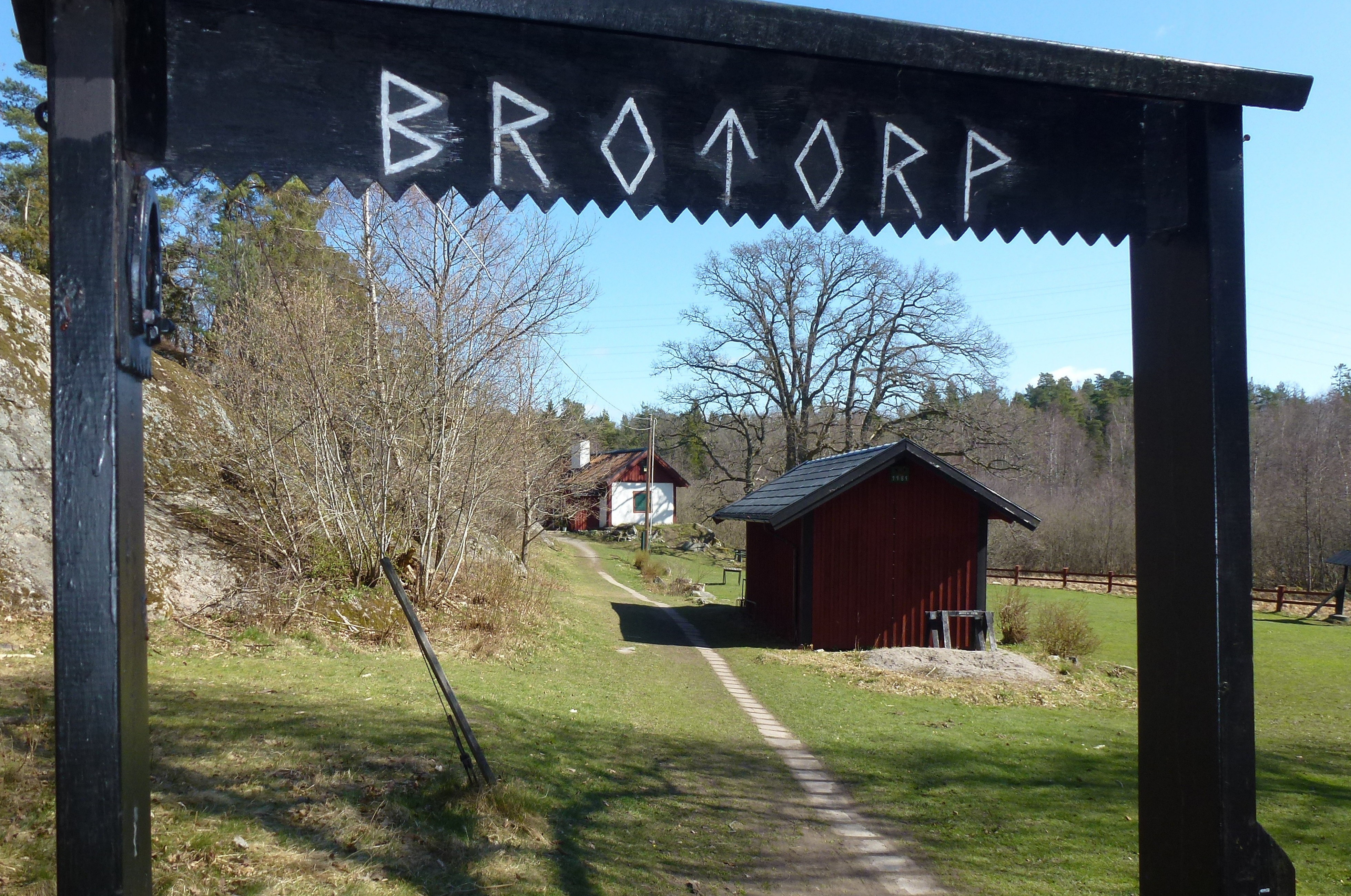
Brotorp i april 2014.

Brotorp är ett torp som ligger i stadsdelen Bagarmossen i Stockholms kommun, inom Stockholmsdelen av Nackareservatet och alldeles intill Ältaån även kallad Brotorpskanalen. Torpet är en enkelstuga på 8 x 5 meter och ett fornminne med RAÄ-nummer Brännkyrka 89:1. Huset nyttjas idag som klubbstuga för orienteringsklubben Skogsluffarnas OK.

## Historik

### Torpet

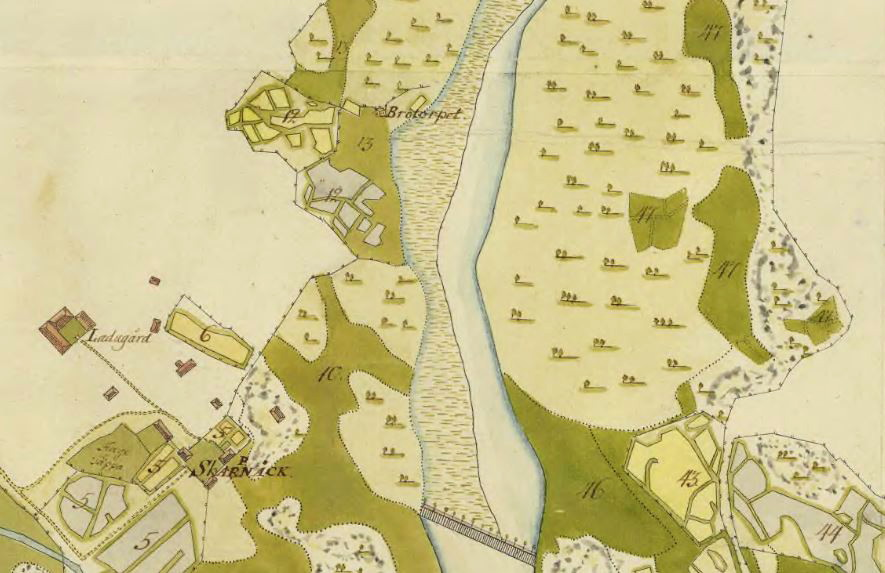
Skarpnäcks gård, Brotorpet och Ältaån på en karta från 1756

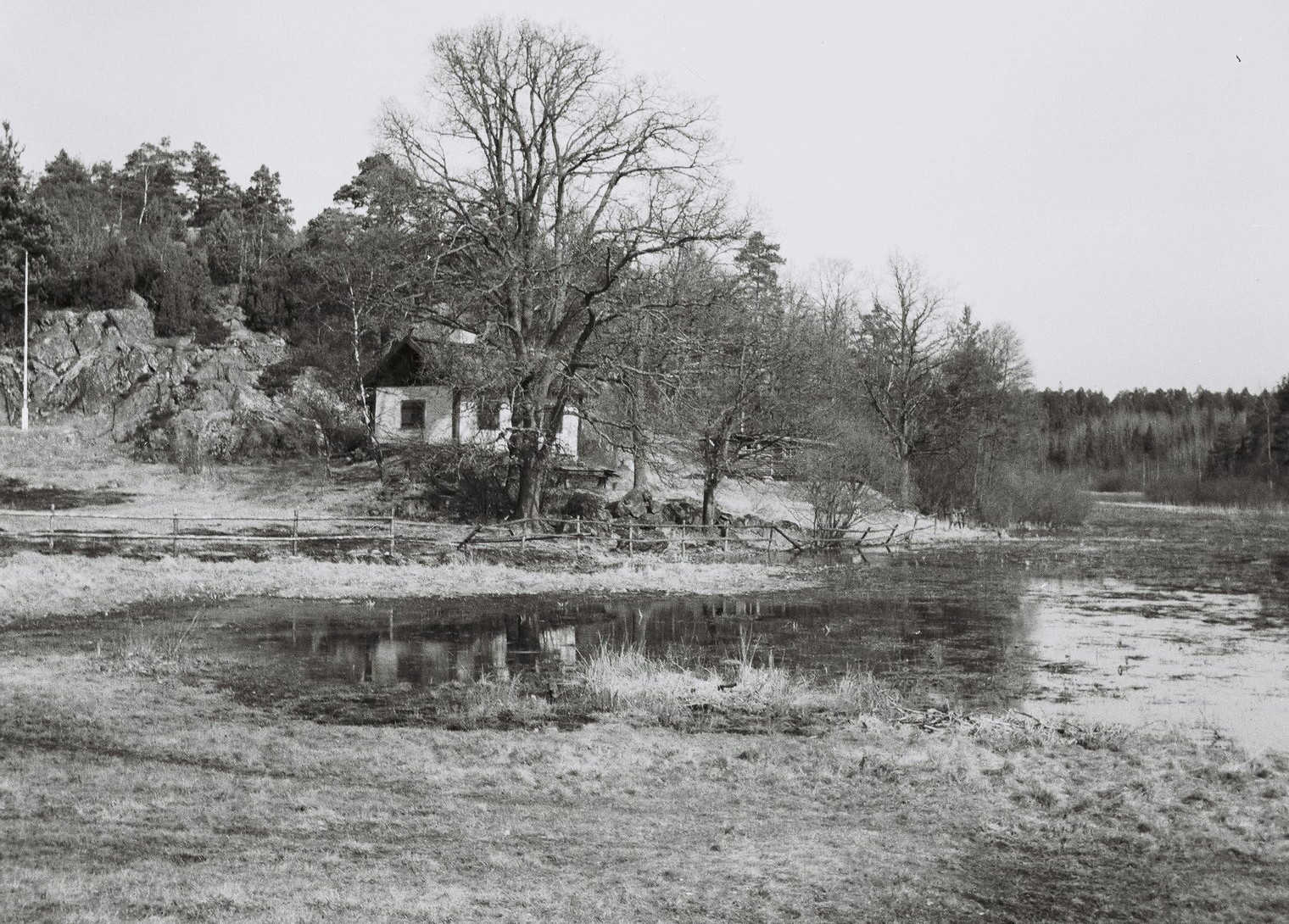
Brotorp 1952

Trakten har varit bebodd åtminstone sedan 1200-talet. "Torpet vid ån", hade från början flera olika namn. Det omnämns första gången år 1677 och hette då Brostugan. Från år 1700 kallades det Storbron eller Skarpa Storbro. 1703 nämndes namnet Brotorp för första gången, och från år 1789 blev Brotorp det officiella namnet.
Brotorp var ett av cirka 20 statartorp under Skarpnäcks säteri.  Det var litet och hade inte mycket jord, och fungerade därför som ett fiskartorp. Namnet Brotorp kommer från den bro eller spång som gick över kärret i höjd med bastun och stugan, något längre norrut än dagens bro. Bron byggdes för att man skulle få en hygglig väg till torpet Klisätra och Älta. Rester av denna gamla bro fanns kvar så sent som på 1930-talet. På vårarna räckte denna bro inte till utan kärret blev som en sjö som räckte nästan ända fram till stugan i Brotorp. Man hade båt där och satte ut ryssjor i sjön och fiskade. Det kom ibland folk från Ältahållet och ville bli rodda över. På försommaren slogs gräset i kärret så det inte skulle växa igen. Ån rensades varje år, vilket hade betydelse för vattentillförseln till Nacka kvarn. På hösten och vintern användes isen på ån som transportled och även för skridskoåkning.
Den första torparen hette Mats i Brostugan år 1677, och sedan dess har ungefär 25 torpare bott i torpet. Efter år 1873 tycks ingen ha varit mantalsskriven i Brotorp.  Den siste torparen, Carl Olof Jonsson, född i Sorunda 1850 och död 1940, flyttade från Brotorp 1927, efter att Stockholm stad blivit ägare till torpet. En tavla med namnen på alla torpare finns i stugan. Själva huset är en enkelstuga med måtten 8x5 meter och putsade samt vitmålade fasader.

### Användning efter torptiden
I slutet av 1920-talet hyrdes Brotorp av PUBs personalklubb och i början på 1930-talet var torpet fritidshus åt Grand Hotels personalklubb. En turk med röd fez, som var anställd på hotellet och serverade kaffe i matsalen, bodde där vid den tiden.
År 1934 bildades Skogsluffarnas OK (orienteringsklubb) och två år efter bildandet, 1936, lyckades klubben få hyra torpet av arrendatorn på Skarpnäcks gård.
Stugan var i början i dåligt skick, men restaurerades.  Sedan byggdes en bastu, en av de första i distriktet, och den blev en succé.  Alla ville komma och bada bastu och man fick över 9000 badande per år. Därefter grävdes en djup brunn, och skog fälldes till bastun och stugan.  El drogs in i stugan. En ny brunn borrades och man drog in vatten till duschar och till köket. Nu ville damerna också bada bastu, så en ny bastubyggnad fick byggas.
Sedan kom katastrofen - branden den 9 november 1974.  Men som en "fågel Fenix ur askan" reste sig Brotorp igen - under tre år byggdes stugan åter upp av trogna medlemmar, dock med en annorlunda rumsindelningen med bara ett stort rum. 1988 ägde en andra brand rum, då en vedbod med inventarier brann ner, men även den byggdes upp ganska snart. Varje helg från januari till mars är det kafé i Brotorp, då är det öppet för allmänheten.
Brotorpsskolan vid Rusthållarvägen 225 har fått sitt namn efter torpet.

## Bilder

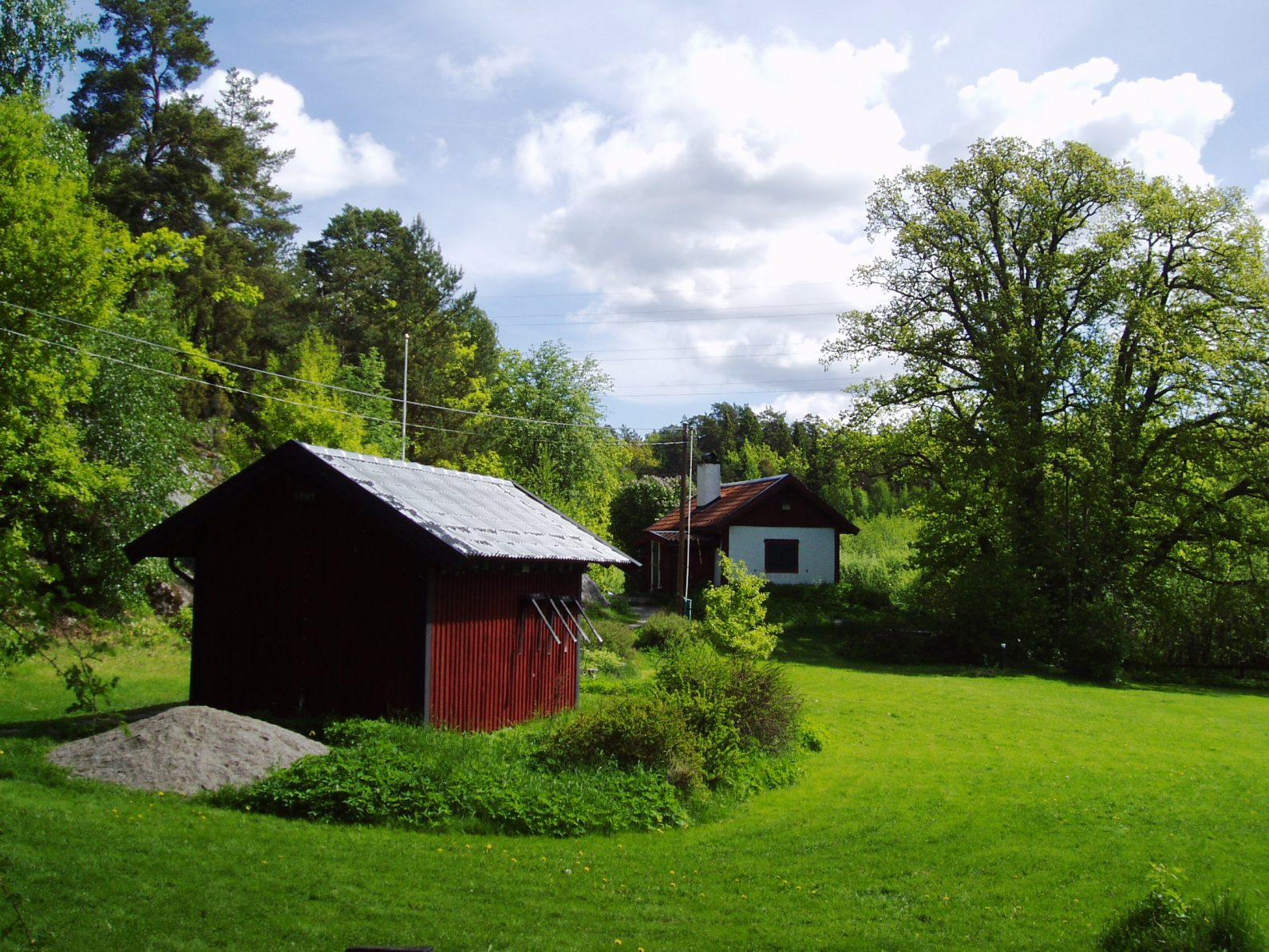
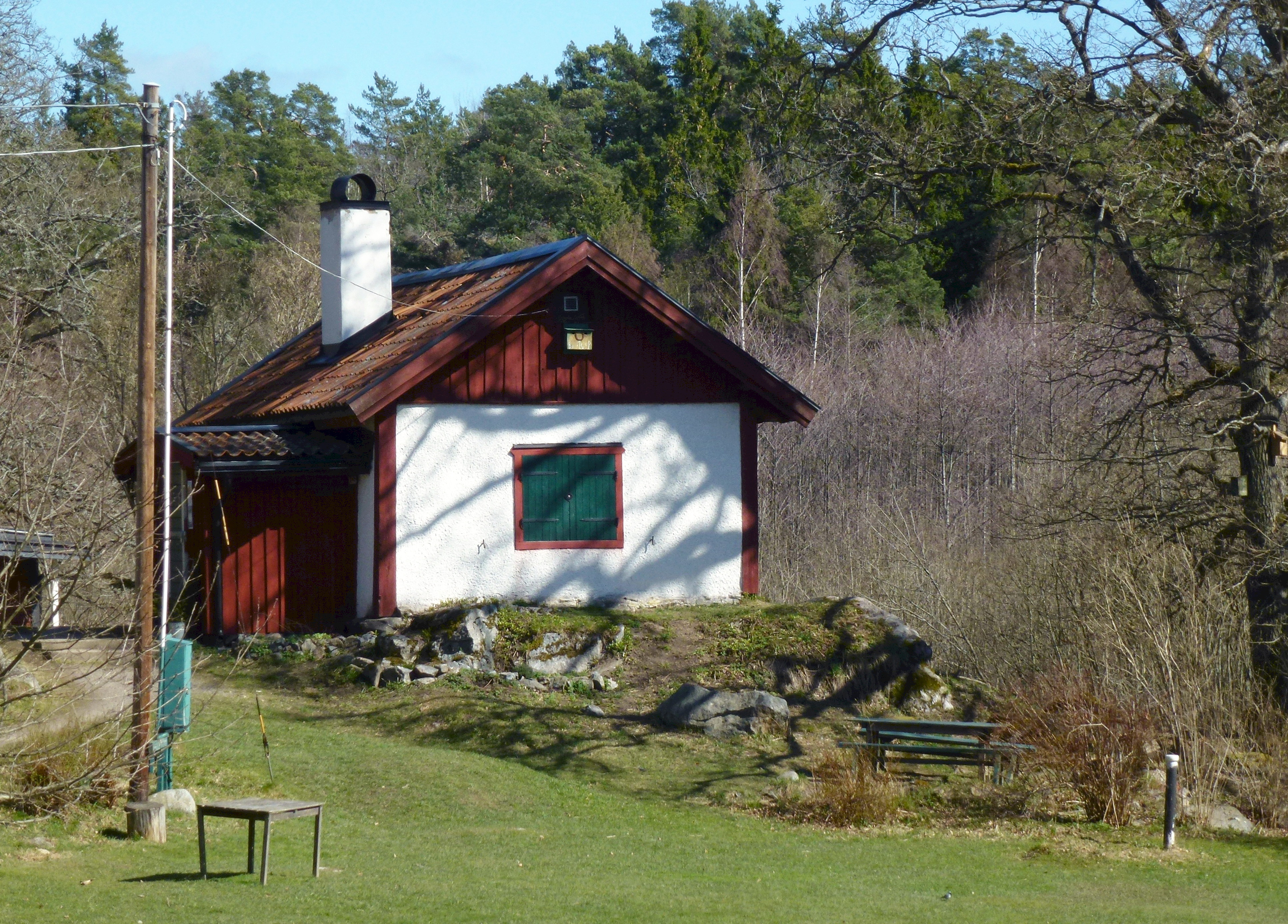
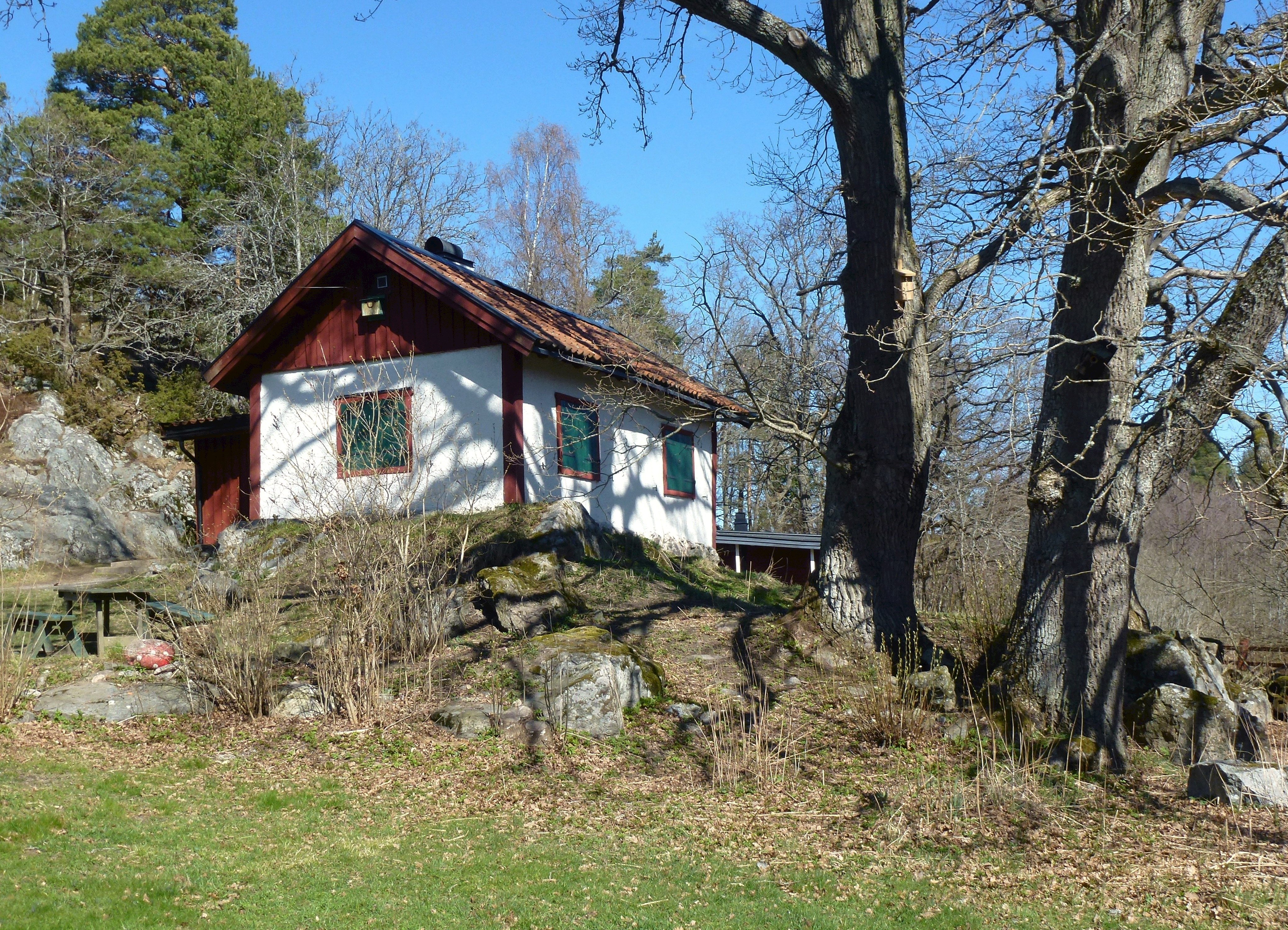
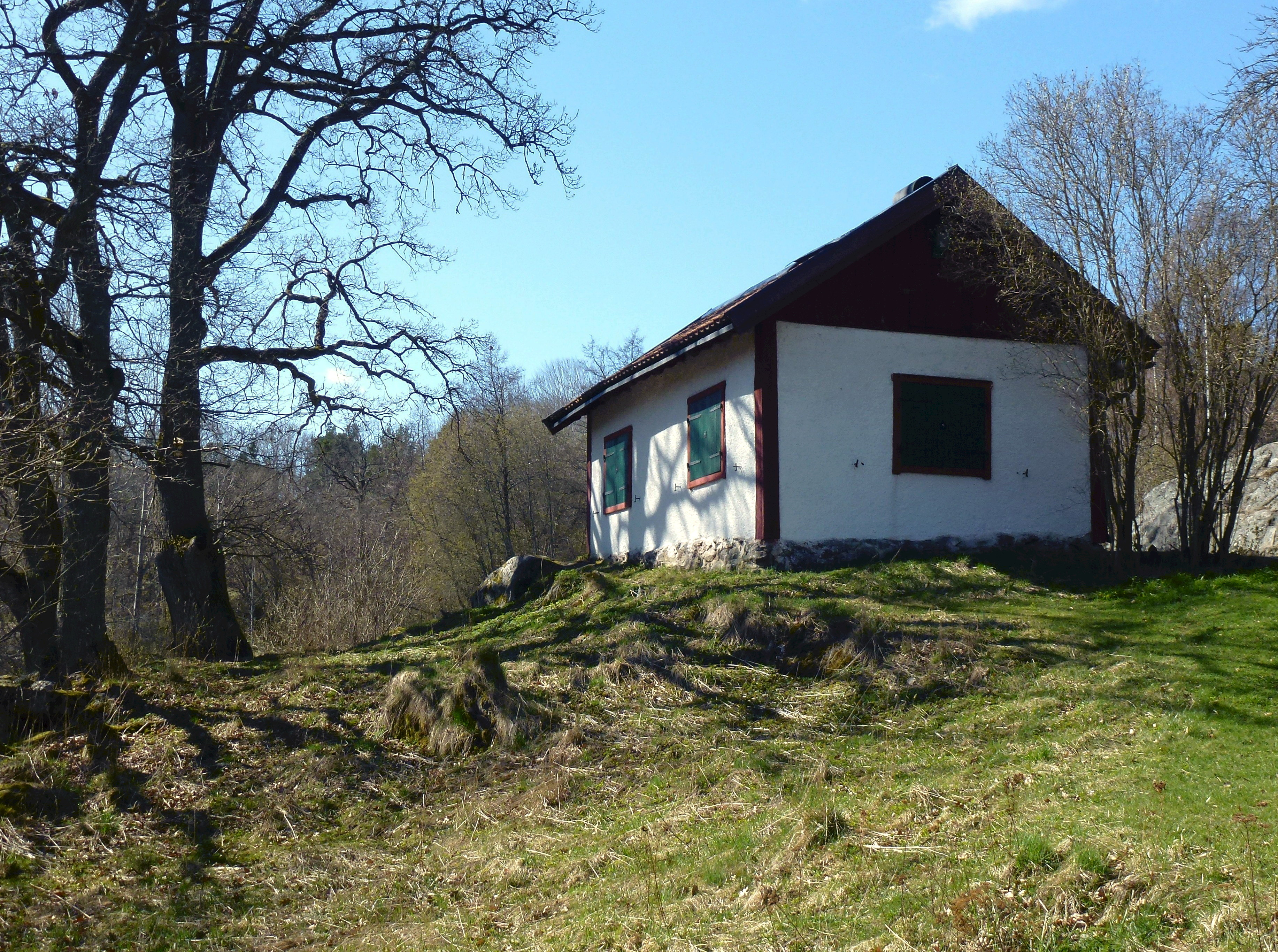